# G-Shock
G-Shock (en japonais ジーショック) est une gamme de montres japonaise fondée par CASIO en 1983. Le nom G-Shock est le diminutif de Gravitational Shock. Ces montres sont principalement élaborées pour un usage militaire,, professionnel ou la pratique des sports extrêmes. Ce sont exclusivement des montres à quartz à affichage numérique, analogique ou mixte, le mouvement à quartz étant plus précis et résistant aux chocs que le mouvement mécanique.
La première G-Shock a été conçue par Kikuo Ibe et Yuichi Masuda pour équiper les ouvriers du bâtiment à une époque où la résistance des montres faisait défaut. Les deux ingénieurs durent mettre au point une montre résistant à 10 bar de pression, à une chute de 10 mètres et avec une durée de vie de la batterie de 10 ans. L'objectif a été atteint en avril 1983. Depuis la marque n'a cessé d'améliorer ses montres et de diversifier ses modèles au point d'être entrée dans la culture collective,,, comme l'archétype de la montre utilitaire « indestructible »,,,,,.
Les montres G-Shock actuelles sont toutes conçues pour résister aux chocs mécaniques, aux vibrations et aux immersions en eau profonde. Plusieurs modèles sont développés en collaboration directe avec des professionnels notamment avec les pilotes de la Royal Air Force, les pompiers parachutistes des North Cascades, et la Deutsche Gesellschaft zur Rettung Schiffbrüchiger. En plus de l'heure, elles ont pour fonctions de base un réveille-matin, un chronomètre, un compte à rebours et l'éclairage. À ces fonctions s'ajoutent, selon le modèle, la mémoire interne pour stocker des données, le calendrier perpétuel, l'horloge universelle, la synchronisation automatique basée sur les horloges atomiques et le réseau GPS, le fonctionnement solaire, le bluetooth, la boussole numérique, le thermomètre, ou encore la fonction baromètre/altimètre.

## Histoire

### La première G-Shock

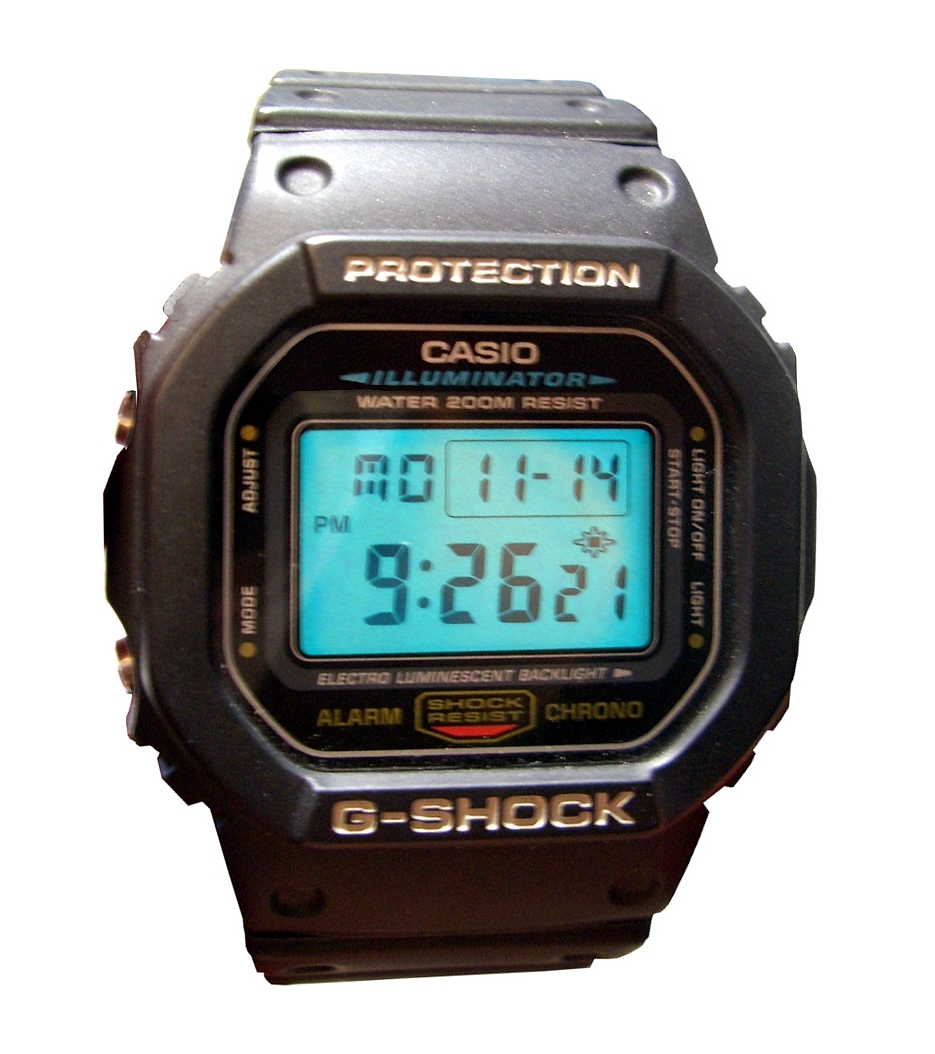
La G-Shock DW-5600E conçue sur le modèle de 1983.

Au début des années 1980, les montres présentes sur le marché connaissent toujours d'importants problèmes de fragilité dans le secteur du bâtiment. Kikuo Ibe et Yuichi Masuda, ingénieurs travaillant pour le groupe Casio sont alors chargés de satisfaire la demande des entreprises du BTP et de produire un modèle plus résistant. Le cahier des charges, familièrement appelé « triple 10 », imposait d'assurer une durée de vie de la batterie d'au moins 10 ans, une résistance à la pression dans l'eau d'au moins 10 bars et une résistance à une chute d'au moins 10 m sur une surface dure,,. Deux ans de tests seront nécessaires avant d'arriver au produit final, ainsi que l'élaboration d'un peu plus de 200 prototypes. La résistance aux chocs a été obtenue par l'emploi de 10 couches permettant de protéger le module quartz de la montre. Cette protection comprend en outre un pare-chocs en polyuréthane, une coque en acier inoxydable, un verre minéral durci et un fond vissé en acier inoxydable. Le module quartz est flottant, le mécanisme flotte ainsi librement dans une mousse en polyuréthane, avec les boutons extérieurs et l'écran LCD du module reliés par des câbles souples. La première G-Shock a été mise sur le marché en avril 1983, ce lancement a été un succès sur le marché des montres professionnelles et techniques.

### Le décollage de la marque

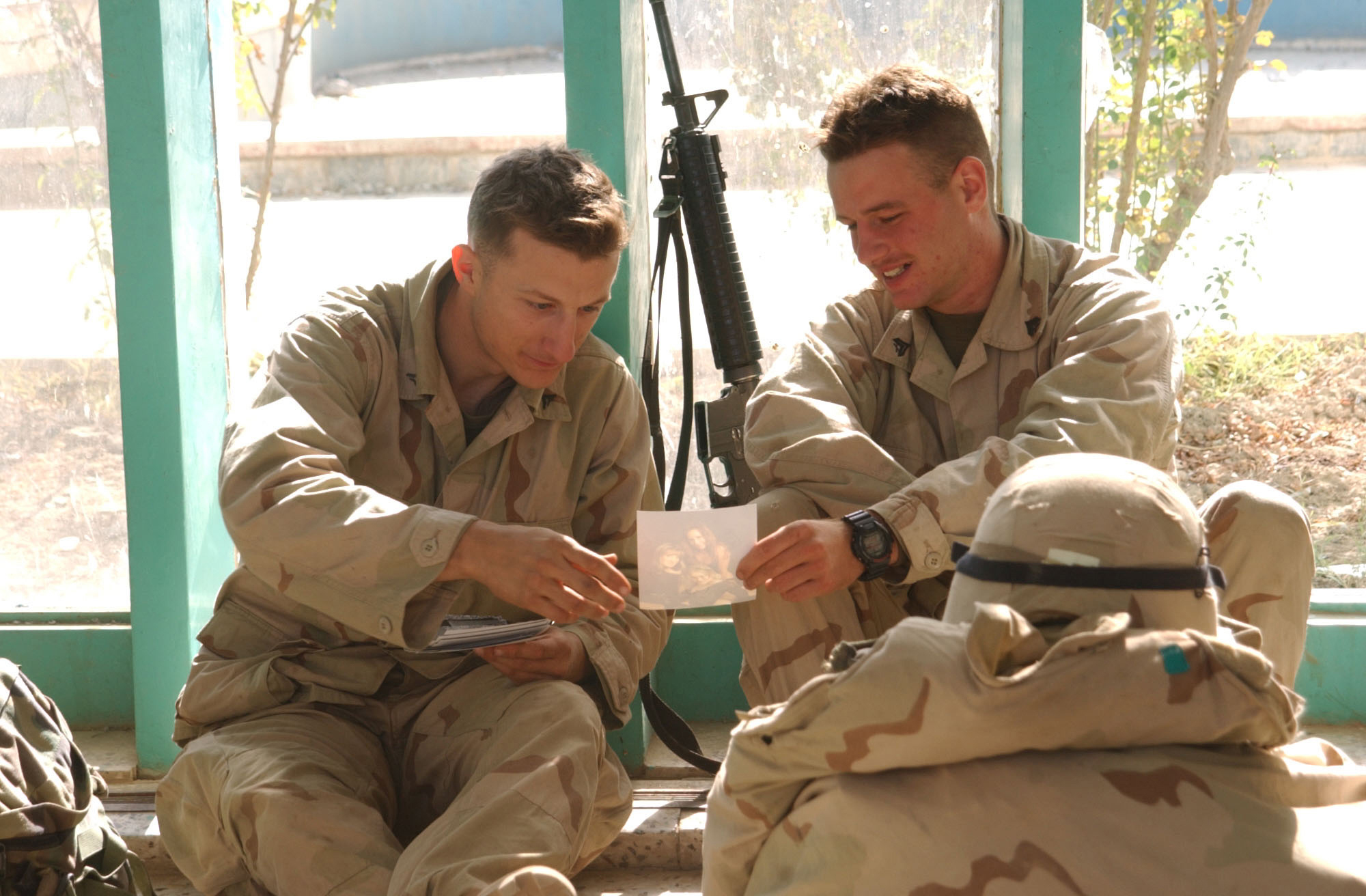
Soldat de l'United States Marine Corps muni de sa G-Shock à Kandahar en 2001.

La marque a toutefois du mal à s'imposer au Japon sur le marché des particuliers, mais le succès sur le marché américain ouvre à la marque la porte du marché mondial. G-Shock ne s'impose au Japon qu'après ce retentissement mondial. Fort de ce succès, plusieurs nouveaux modèles de montres G-Shock ont par la suite été commercialisés chaque année. Afin de gagner de nouvelles parts de marché, la marque choisit de modifier son image de montres utilitaires et exclusivement professionnelles dès le début des années 1990. C'est dans ce contexte que la série Baby-G est mise sur le marché en 1991, ciblant un clientèle féminine. La marque G-Shock gagne rapidement en popularité mais ne parvient pas réellement à changer son image. À la fin en 1990, 19 millions de montre G-Shock ont été vendus dans le monde. Les montres G-Shock deviennent très populaires chez les alpinistes, les pompiers, les ambulanciers, les personnes travaillant sur les plateformes pétrolières, les policiers, les astronautes et les soldats. Elles conservent néanmoins toujours leur image de montres utilitaires et cela malgré leur adoption par certaines célébrités comme le chanteur Sting en 1986, qui fut l'un des premiers à s'afficher avec une référence "DW-5700C" lors de l’évènement « Sport Aid Run the World » ou encore les réalisateurs Tony Scott, Ron Howard ou Francis Ford Coppola. Au contraire cette image de montre utilitaire (appelé familièrement toolwatch en anglais) s'installe même dans la culture collective. Les montres G-Shock deviennent l'archétype des montres utilitaires « indestructibles ». Ainsi l'ancien soldat des Forces Spéciales britanniques, Andy McNab mentionne dans plusieurs de ses romans l'utilisation d'une montre G-Shock par son personnage de fiction, Nick Stone. Toujours dans la littérature, Mark Bowden indique dans son livre La chute du faucon noir, que les membres de la Delta Force portaient des montres G-Shock pendant les événements des 3 et 4 octobre 1993.

### La marque aujourd'hui

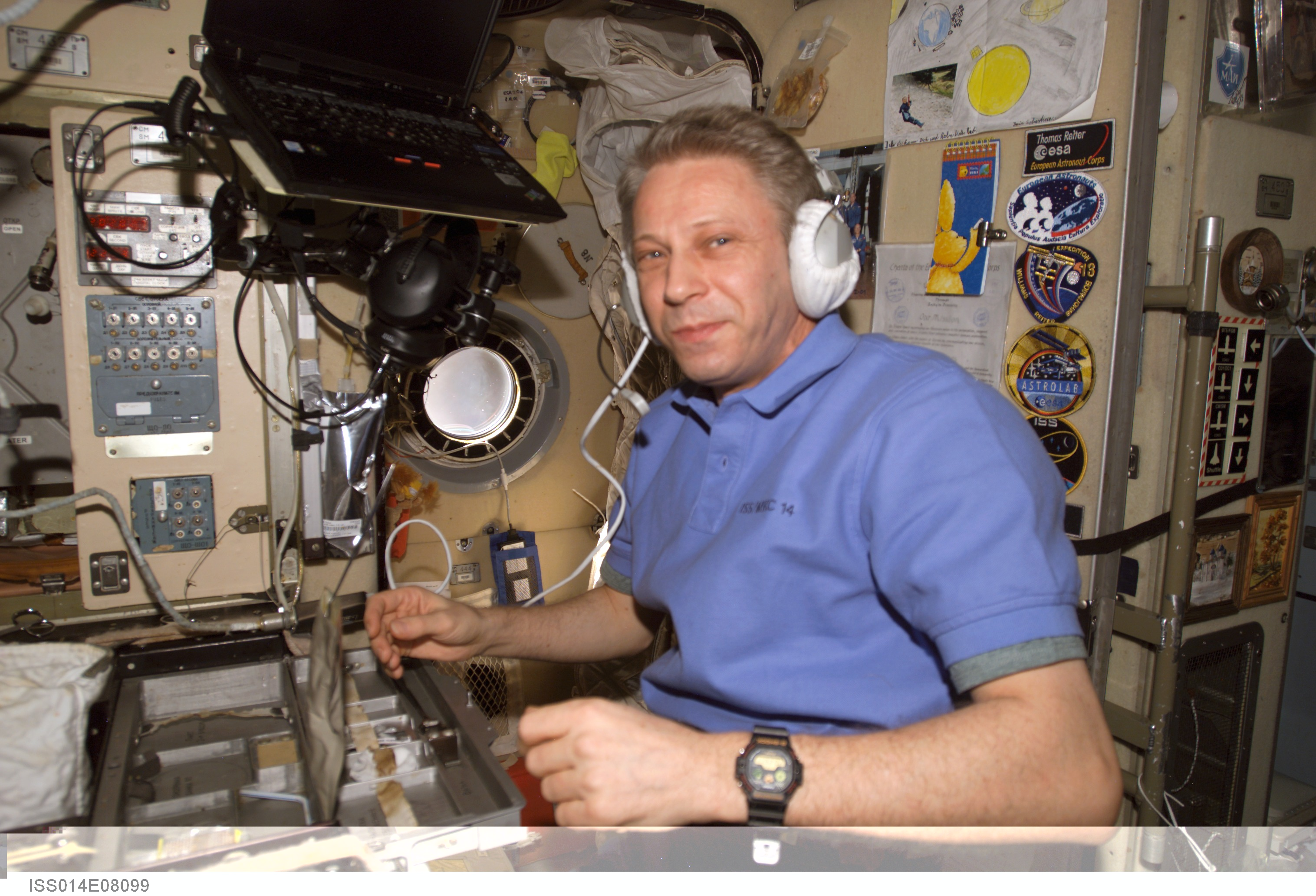
L'astronaute Thomas Reiter et sa G-Shock DW-5900 lors de l'expédition 14 à bord de l'ISS.

En 2012, le choix est fait de créer des collections premium. Une collaboration entre la Royal Air Force et le département recherche et développement de Tokyo est mise en place avec pour objectif de cibler un marché très précis : les personnes à la fois passionnées d'horlogerie de luxe et de technologie. En effet les marques d'horlogerie de luxe ne proposent pas de produits hautement technologiques ni offrant la robustesse d'une G-Shock. De son côté G-Shock était alors orienté vers la technologie, la robustesse, voir les produits à la mode et colorés et non vers les produits de luxe. Il s'agit de faire la synthèse des deux et de miser sur des produits à forte valeur ajoutée. De nombreux fans de la marque depuis les années 1980-1990 ont désormais un plus fort pouvoir d'achat. De même pour les passionnés d'horlogerie de luxe, population à fort pouvoir d'achat également, il est courant de posséder une G-Shock en plus de leurs modèles prestigieux lors de la pratique d'activités à risque pour leurs montres,,. La première G-Shock Premium est la GW-A1000-1AER, ouvrant la voie à la collection Gravitymaster.
En 2013, le chiffre de 70 millions de G-Shock vendues est atteint. La marque a continué d'innover et propose désormais la synchronisation automatique basée sur les horloges atomiques ainsi que le fonctionnement solaire permettant de ne plus devoir régler sa montre et de retarder le changement de la pile (accumulateur). La marque s'est également lancée sur le marché des montres connectées avec l'apparition de modèles supportant la technologie Bluetooth. En 2014, Casio a présenté sa fonctionnalité GPS Hybride Wave Ceptor qui synchronise automatiquement l'heure par le biais de signaux GPS et permet d'avoir une montre toujours à l'heure sans se soucier du changement de fuseau horaire.
Les montres G-Shock continuent d'acquérir de nouvelles fonctionnalités adaptées à certaines activités spécifiques. Les modèles DW-5600C, DW-5600E, DW-5900, DW-6600, DW-6900 sont aptes au vol spatial et continuent d'innover dans ce sens. Ainsi en 2010, G-Shock a notamment mis à jour son modèle DW-5600E, en remplaçant le module 1545 par le module numéro 3229. Les modèles GW-9400 Rangeman et de la GWN-1000 Gulfmaster disposent d'un triple capteur avec une boussole numérique, un thermomètre, et une fonction baromètre/altimètre. Les modèles MTG-S1000, GW-A1000 et GPW-1000 ont la fonctionnalité Triple G Resist qui améliore la résistance aux chocs, aux forces centrifuges et aux vibrations.
La marque continue d'essayer de gommer son image de montre exclusivement utilitaire et tente d'adopter une ligne plus élégante. Ainsi, beaucoup de nouveaux modèles de G-Shock sont analogiques avec des bracelets et une coque en métal (acier, titane ou encore fibres de carbone). Des modèles en édition limitée sont introduits plus tout au long de l'année et des collaborations avec d'autres marques sont régulièrement organisées comme Un Bathing Ape (Bape), Stussy, Xlarge, KIKS TYO, Nano Univers, Levi's, ainsi que Coca-Cola, Pulp68 Skateshop, Lucky Strike ou encore Marlboro. Baby-G ne désigne plus simplement la version féminine des montres G-Shock mais est aujourd'hui devenue une marque à part entière au sein du groupe Casio.
Le 26 juin 2023, la forme de la montre G-Shock s'est vu décerner une marque tridimensionnelle par le Bureau japonais des brevets. L’autorité s’est basée sur l'article de la Loi sur les distinctions pour prouver que la G-Shock correspondait aux critères car « les consommateurs sont en mesure de reconnaître des biens ou des services se rapportant à une société en particulier ». En effet, la forme de la montre est devenue distinctive pour les consommateurs au fil des années, bien qu'elle ne présente aucun logo, aucune marque et aucune mention écrite. C'est la première fois au Japon qu'une montre se voit accorder cette reconnaissance, après par exemple la bouteille de sauce soja Kikkoman, la bouteille de plastique Yakult, les chocolats Kinoko no Yama et Takenoko no Sato de Meiji, et la Honda Super Cub.

## Livre Guinness des records
Le 12 décembre 2017, une Casio G-Shock a été inscrite au livre Guinness des records comme la montre ayant résisté à l'écrasement par le plus lourd véhicule testé. Une G-Shock DW5600E-1 devait ainsi résister au passage d'un camion de 24,97 tonnes. La G-Shock fut la première montre à réussir cette épreuve.

## Liste des modèles actuels

### Collection G-Classic

#### Modèles entièrement numériques

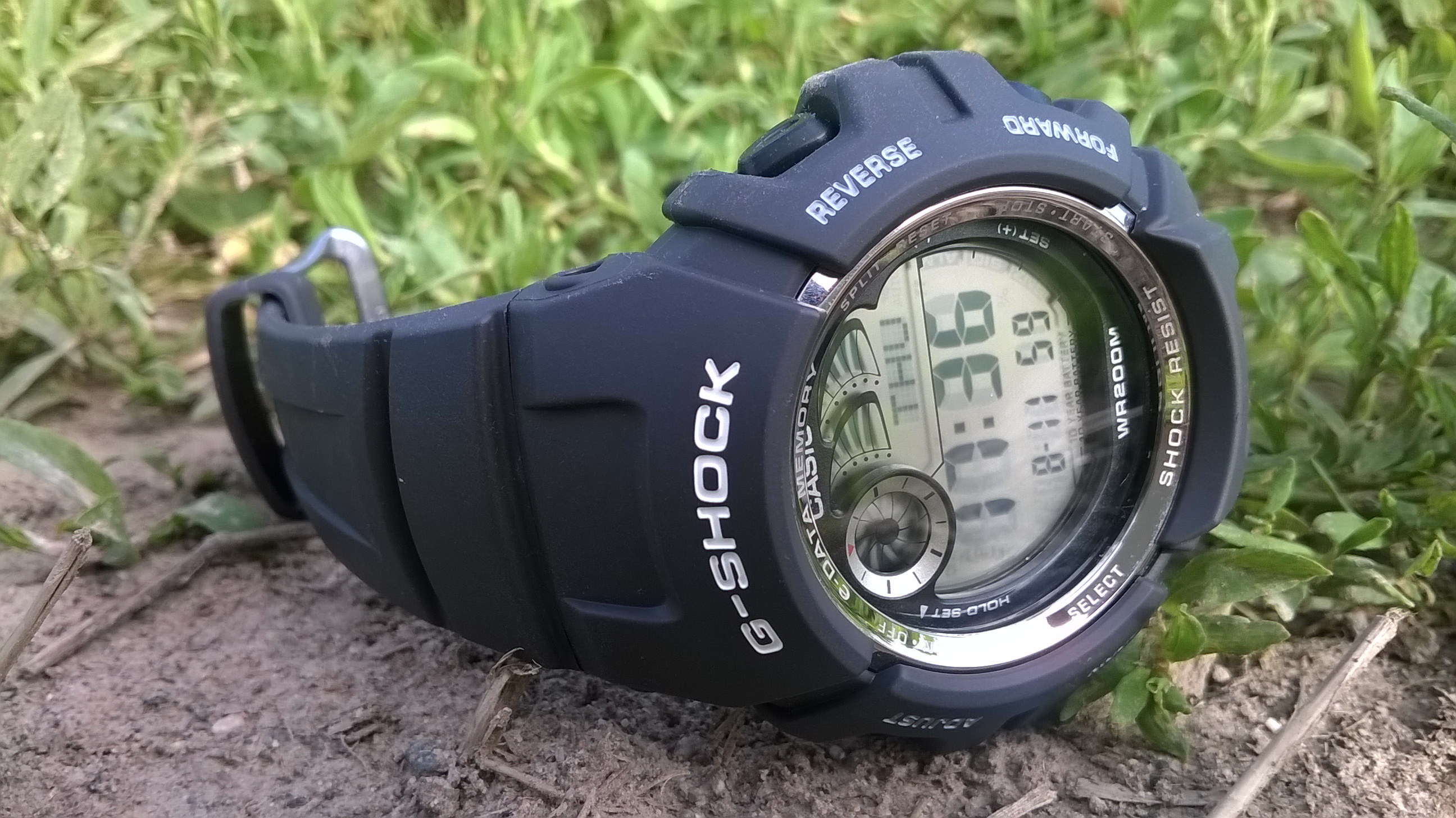
La G-Shock G-2900 de type sportif dispose d'une pile durant 10 ans et de la fonction mémoire de données.

Les montres suivantes sont entièrement numériques ce qui leur confère une meilleure lisibilité sous l'eau et lors de la lecture en mouvement. C'est la gamme G-Shock d'origine conçue pour être utilisée en situation par les militaires, sportifs ou autres professions nécessitant du matériel robuste, fiable et fonctionnel dans des conditions particulières.
- La G-2900 est une montre technique et sportive de base, au design plus profilé que les autres G-Shock. Elle inclut une mémoire de données protégée par un code PIN pour conserver des informations importantes, 5 alarmes, une pile d'une durée de vie de 10 ans et disposant d'une résistance à la pression sous-marine de 200 mètres.
- Les DW-5600 et GW-M5610 sont des montres dont l'apparence est inspirée du modèle d'origine développé en 1983 par Kikuo Ibe. Elles offrent toutes les prestations de base, un design sobre et s'adressent essentiellement aux fans de la marque.
- Les G-7700 et G-7710 sont des modèles qui reprennent le style profilé de la G-2900 mais qui sont davantage orientés vers la pratique sportive, en permettant en plus d'enregistrer ses chronométrages et autres performances.
- Les G-7900 et GW-7900 sont des modèles au style massif, adaptés aux activités maritimes. Elles incluent un indicateur de marées et l'affichage des phases de la lune. La GW-7900 y ajoute un fonctionnement à l'énergie solaire et le réglage automatique de l'heure par radio-pilotage (horloge atomique).

#### Modèles mixtes

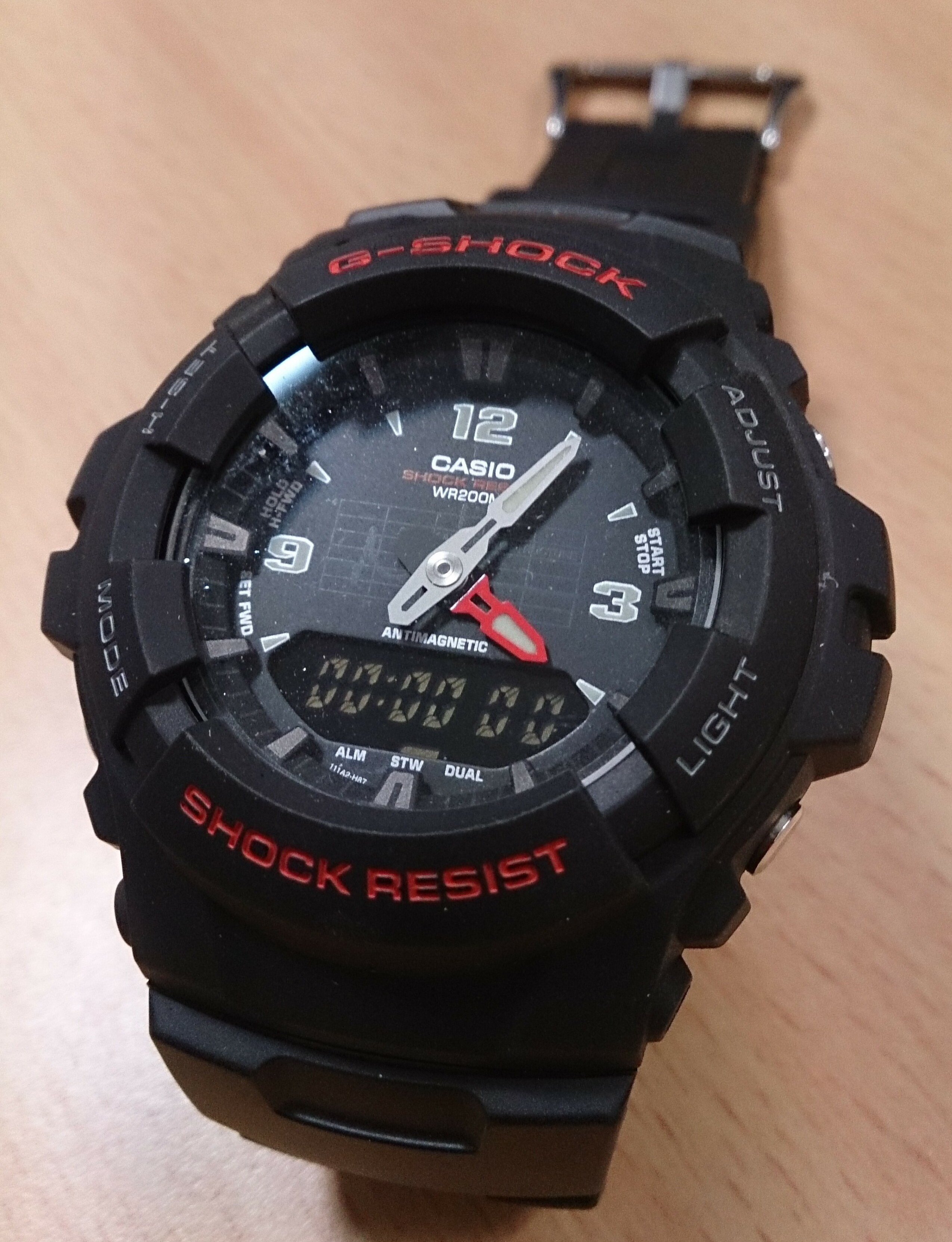
La G-100, ancêtre de la GA-100.

Les montres suivantes sont mixtes, l'affichage est à la fois analogique et numérique. Elles sont conçues pour allier la technologie des montres G-Shock et l'esthétique des montres à aiguilles. Certains modèles, comme l'AWG-M100 ou la GA-400 intègrent une fonction de déplacement des aiguilles pour garantir une bonne lisibilité quelle que soit l'heure de la journée.
- Les AW-590, AW-591 et AWG-M100, sont des modèles offrant les fonctionnalités de base d'une montre G-Shock. L'AWG-M100 se démarque des deux premiers modèles en étant équipée en plus d'un fonctionnement à l'énergie solaire, du réglage automatique de l'heure par radio-pilotage (horloge atomique) et d'une fonction de déplacement des aiguilles pour améliorer la lisibilité des différents affichages.
- Les GA-100, GA-110, GA-120, GA-150, GA-200 et GA-400 sont des montres antimagnétiques misant sur leur aspect coloré. La GA-400, comprend en plus une fonction de déplacement des aiguilles qui permet d'améliorer la lisibilité des différents affichages.
- Les GST-200 et GST-210 sont des modèles en métal, aussi appelées G-Steel.

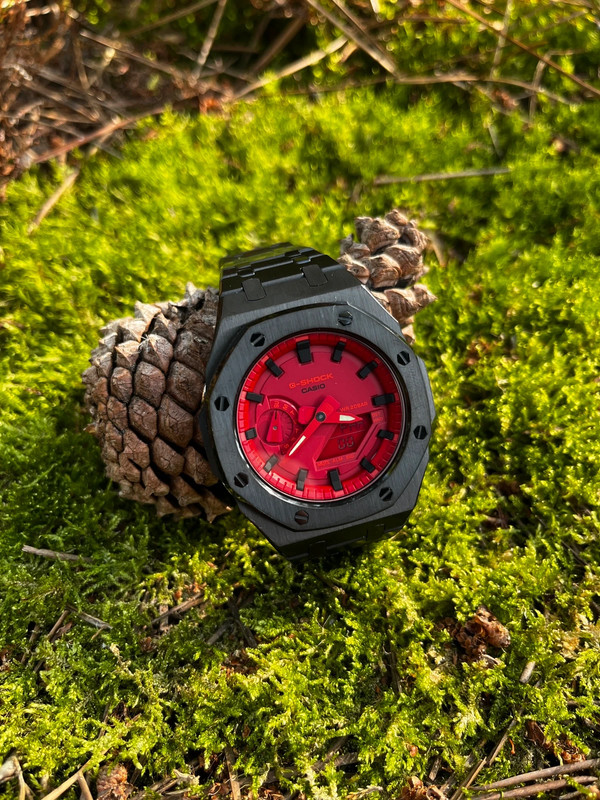
La GA-2100 personnalisée par la société horlogère ShoakWave.

- La Série 2100, comprenant les modèles GA-2100, GMA-S2100, GAB-2100 et GM-2100, est surnommée CasiOak[36] en raison de la forme octogonale de son boîtier, héritée de la DW-5000C de première génération, mais qui n'est pas sans rappeler celle de la célèbre Audemars Piguet Royal Oak. Ce dernier best-seller de la compagnie japonaise Casio a immédiatement séduit les fans de la marque nippone, notamment pour ses possibilités de personnalisation (MOD). Des entreprises innovantes telles que ShoakWave, une société horlogère française spécialisée dans la personnalisation de montres G-Shock[37], ont saisi l'opportunité de cette popularité en offrant des services de personnalisation uniques pour les modèles de la série 2100. Grâce à leur expertise, les amateurs de G-Shock peuvent désormais personnaliser leurs montres CasiOak selon leurs préférences, créant ainsi des pièces uniques et exclusives. Cette tendance à la personnalisation a renforcé l'attrait des montres G-Shock parmi les passionnés d'horlogerie du monde entier, élargissant ainsi l'influence de cette série emblématique sur le marché horloger.

### Collection G-Bluetooth
La montre connectée GBA-400, disponible dans plusieurs coloris, est une montre offrant les fonctionnalités G-Shock de base en plus de celles propres aux montres connectées. Elle est disponible pour les iPhones et certains smartphones Android. Outre sa solidité, la particularité de cette montre connectée est son autonomie beaucoup plus élevée que celle de ses concurrentes, elle fonctionne en effet avec une pile d'une durée de vie minimale de 2 ans.

### Collections G-Premium

#### Collection Master of G
- Modèles Gravitymaster
  - GA-1000
  - GA-1100
  - GPW-1000
  - GW-3000
  - GWA-1100
- Modèles Gulfmaster
  - G-9100
  - GN-1000
  - GWN-1000
- Modèles Mudmaster
  - G-9000
  - G-9300
  - GG-1000
  - GW-9400
  - GWG-1000

#### Collection MT-G
- MTG-G1000
- MTG-S1000

#### Collection MR-G
- MRG-G1000